# 레고 스타워즈: 포스 어웨이큰
레고 스타워즈: 포스 어웨이큰(Lego Star Wars: The Force Awakens, 레고 스타워즈: 깨어난 포스)은 TT 퓨전이 개발하고 레고를 주제로 하는 2016년 액션 어드벤처 게임이다. TT 게임의 레고 스타워즈 비디오 게임 시리즈 중 다섯 번째 게임이며 2015년 영화 스타워즈: 깨어난 포스의 사건들을 각색한 작품이다. 루카스필름의 라이선스를 받은 이 게임은 워너 브라더스 인터랙티브 엔터테인먼트에 의해 iOS, 마이크로소프트 윈도우, 플레이스테이션 3, 플레이스테이션 4, 엑스박스 360, 엑스박스 원, 닌텐도 3DS, 플레이스테이션 비타, Wii U용으로 2016년 6월 28일에 출시되었고, 안드로이드용의 경우 2016년 7월 27일 출시되었다. 이 게임은 2016년 6월 30일 OS X용으로 페럴 인터랙티브에 의해 이식되고 출시되었다.

## 평가
| 평론 점수 평론사 점수 iOS PC PS4 Wii U 엑스박스 원 디스트럭토이드 N/A N/A 7/10 [ 1 ] N/A N/A 게임 인포머 N/A N/A 8.5/10 [ 2 ] N/A N/A 게임즈마스터 N/A N/A 79% N/A N/A 게임스팟 N/A N/A 7/10 [ 3 ] N/A N/A IGN N/A N/A 9/10 [ 4 ] N/A N/A 닌텐도 라이프 N/A N/A N/A 7/10 N/A OXM (US) N/A N/A N/A N/A 7/10 PC 게이머 (US) N/A 64% N/A N/A N/A 터치아케이드 [ 5 ] N/A N/A N/A N/A 통합 점수 메타크리틱 N/A 72/100 [ 6 ] 78/100 [ 7 ] 74/100 [ 8 ] 76/100 [ 9 ] |       |        |        |        |             |
| 평론 점수 |       |        |        |        |             |
| 평론사 | 점수  | 점수   | 점수   | 점수   | 점수        |
| 평론사 | iOS   | PC     | PS4    | Wii U  | 엑스박스 원 |
| 디스트럭토이드 | N/A   | N/A    | 7/10   | N/A    | N/A         |
| 게임 인포머 | N/A   | N/A    | 8.5/10 | N/A    | N/A         |
| 게임즈마스터 | N/A   | N/A    | 79%    | N/A    | N/A         |
| 게임스팟 | N/A   | N/A    | 7/10   | N/A    | N/A         |
| IGN | N/A   | N/A    | 9/10   | N/A    | N/A         |
| 닌텐도 라이프 | N/A   | N/A    | N/A    | 7/10   | N/A         |
| OXM (US) | N/A   | N/A    | N/A    | N/A    | 7/10        |
| PC 게이머 (US) | N/A   | 64%    | N/A    | N/A    | N/A         |
| 터치아케이드 | [ 5 ] | N/A    | N/A    | N/A    | N/A         |
| 통합 점수 |       |        |        |        |             |
| 메타크리틱 | N/A   | 72/100 | 78/100 | 74/100 | 76/100      |

## 수상
- 영국 아카데미 어린이상 후보